# Arandilla del Arroyo
Arandilla del Arroyo est une municipalité espagnole de la province de Cuenca, dans la région autonome de Castille-La Manche.

## Personnalités
- Pedro Ruiz González (vers 1640-1706), peintre baroque.